# نارنجی پراکنده ۱
نارنجی پراکنده ۱ (به انگلیسی: Disperse Orange 1) با فرمول شیمیایی C۱۸H۱۴N۴O۲ یک ترکیب شیمیایی است. که جرم مولی آن ۳۱۸٫۳۳۴۷۶ g/mol می‌باشد. 